# Joel Kinnaman
Charles Joel Nordström Kinnaman, född 25 november 1979 i Maria Magdalena församling i Stockholm, är en svensk skådespelare. Han är halvbror till Melinda Kinnaman och har ytterligare fyra syskon.

## Biografi
Efter Teaterhögskolan i Malmö 2003–2007 arbetade han på Göteborgs stadsteater. År 2007 fick han stort erkännande för sin roll som Raskolnikov i Brott och straff på Backateatern i Göteborg. För denna rollprestation mottog han 2009 Såstaholms pris till Höstsols minne, och uppsättningen fick även  Svenska Teaterkritikers Teaterpris.
Hans första större roll var 2002 i filmen Den osynlige där han spelade Kalle i ungdomsgänget som misshandlade Niklas. Bland senare filmroller märks Frank Wagner i Johan Falk-filmerna, en roll han också blev guldbaggenominerad för 2010, och den makthungrige Sverker Karlsson i filmerna om Arn.
Rollen som Johan "JW" Westlund i filmen Snabba Cash (2010), baserad på Jens Lapidus succéroman, gav honom Guldbaggen för Bästa manliga huvudroll 2011 och öppnade vägen för en internationell karriär i Hollywood, bland annat The Killing, Safe House och Robocop. 
Hans far kommer från USA och är av engelskt, irländskt, skotskt, tyskt och judiskt påbrå, medan hans mor Bitte är svensk. Joel Kinnaman har svenskt och amerikanskt medborgarskap.
Sedan 2014 är Joel Kinnaman ambassadör för barnrättsorganisationen ECPAT Sverige, som arbetar för en värld fri från barnsexhandel. I juni 2018 medverkade Kinnaman i en reklamfilm för bilföretaget Volvo.

## Privatliv
Kinnaman hade under två års tid, 2012 till 2014 ett förhållande med den amerikanska skådespelerskan Olivia Munn. Han var mellan åren 2015 och 2018 gift med den svenska tatueraren Cleo Wattenström. Sedan 2024 är Kinnaman gift med den svensk-australiska modellen Kelly Gale.
Den 6 augusti 2021 lämnade Kinnaman in och beviljades ett tillfälligt besöksförbud mot den svenska modellen Bella Davis, som han menade utpressat honom efter att de haft ett kort förhållande i slutet av 2018. Davis förnekade att hon försökt utpressa Kinnaman. Davis anklagade i sin tur Kinnaman för våldtäkt. I maj 2022 meddelade Åklagarmyndigheten att förundersökningarna om förtal och utpressning lagts ner och i oktober lades förundersökningen om oaktsam våldtäkt ner.

## Filmografi
| År   | Titel                                       | Roll                        | Anmärkningar                            |
| ---- | ------------------------------------------- | --------------------------- | --------------------------------------- |
| 2002 | Den osynlige                                | Kalle                       |                                         |
| 2003 | Hannah med H                                | Andreas                     |                                         |
| 2005 | Storm                                       | Bartendern                  |                                         |
| 2005 | Tjenare kungen                              | Dickan                      |                                         |
| 2006 | Vinnarskallar                               | Gurra                       |                                         |
| 2007 | Arn – Tempelriddaren                        | Sverker Karlsson            |                                         |
| 2008 | Arn – Riket vid vägens slut                 | Sverker Karlsson            |                                         |
| 2009 | I skuggan av värmen                         | Erik                        |                                         |
| 2009 | 183 dagar                                   | Byron                       |                                         |
| 2009 | Johan Falk – Gruppen för särskilda insatser | Frank Wagner                | Nominerad – Guldbaggen för bästa biroll |
| 2009 | Johan Falk – Vapenbröder                    | Frank Wagner                |                                         |
| 2009 | Johan Falk – National Target                | Frank Wagner                |                                         |
| 2009 | Johan Falk – Leo Gaut                       | Frank Wagner                |                                         |
| 2009 | Johan Falk – Operation Näktergal            | Frank Wagner                |                                         |
| 2009 | Johan Falk – De fredlösa                    | Frank Wagner                |                                         |
| 2009 | Simon och Malou                             | Stefan                      |                                         |
| 2010 | Snabba Cash                                 | Johan "JW" Westlund         | Guldbaggen för bästa manliga huvudroll  |
| 2011 | The Darkest Hour                            | Skyler                      |                                         |
| 2011 | The Girl with the Dragon Tattoo             | Christer Malm               |                                         |
| 2012 | Safe House                                  | Keller                      |                                         |
| 2012 | Lola Versus                                 | Luke                        |                                         |
| 2012 | Snabba Cash II                              | Johan "JW" Westlund         |                                         |
| 2012 | Johan Falk: Spelets regler                  | Frank Wagner                |                                         |
| 2012 | Johan Falk: De 107 patrioterna              | Frank Wagner                |                                         |
| 2012 | Johan Falk: Alla råns moder                 | Frank Wagner                |                                         |
| 2012 | Johan Falk: Organizatsija Karayan           | Frank Wagner                |                                         |
| 2012 | Johan Falk: Barninfiltratören               | Frank Wagner                |                                         |
| 2013 | Johan Falk: Kodnamn Lisa                    | Frank Wagner                |                                         |
| 2013 | Snabba Cash – Livet deluxe                  | Johan "JW" Westlund         |                                         |
| 2014 | Robocop                                     | Alex Murphy / Robocop       |                                         |
| 2015 | Run All Night                               | Mike Conlon                 |                                         |
| 2015 | Child 44                                    | Wasilij Nikitin             |                                         |
| 2015 | Knight of Cups                              |                             |                                         |
| 2016 | Edge of Winter                              | Elliot                      |                                         |
| 2016 | Suicide Squad                               | Rick Flag                   |                                         |
| 2019 | Tre sekunder                                | Pete Koslow                 |                                         |
| 2020 | The Secrets We Keep                         | Thomas Steinman             |                                         |
| 2020 | Brothers by Blood                           | Michael Flood               |                                         |
| 2021 | The Suicide Squad                           | Rick Flag                   |                                         |
| 2023 | Sympathy for the Devil                      | föraren / David Chamberlain |                                         |
| 2023 | Silent Night                                | Brian Godlock               | Även exekutiv producent                 |
| 2024 | The Silent Hour                             | Detective Frank Shaw        |                                         |

| År        | Titel                    | Roll            | Anmärkningar                                      |
| --------- | ------------------------ | --------------- | ------------------------------------------------- |
| 1990      | Storstad                 | Felix Lundström | Krediterad som Joel Nordström                     |
| 2008      | Andra Avenyn             | Gustav          |                                                   |
| 2011–2014 | The Killing              | Stephen Holder  | Nominerad – Saturn Award 2012 för bästa TV-biroll |
| 2016–2017 | House of Cards           | Will Conway     |                                                   |
| 2018–2020 | Altered Carbon           | Takeshi Kovacs  |                                                   |
| 2019–2021 | Hanna                    | Erik Heller     |                                                   |
| 2019–     | For All Mankind          | Edward Baldwin  |                                                   |
| 2021      | In Treatment             | Adam            |                                                   |
| 2025      | Debriefing the President | John Nixon      |                                                   |